# Hellmuth Walter
Pour les articles homonymes, voir Walter.
Hellmuth Walter, né le 26 août 1900 à Wedel près de Hambourg, en Allemagne, et mort le 16 décembre 1980 à Upper Montclair, dans le New Jersey, aux États-Unis, était un ingénieur allemand qui a effectué des recherches pionnières sur les moteurs-fusées et les turbines à gaz. Ses contributions les plus remarquables furent (1) les moteurs-fusées pour les avions de chasse Messerschmitt Me 163 et Bachem Ba 349, (2) les JATO utilisés sur différents avions de la Luftwaffe pendant la Seconde Guerre mondiale et (3) un système révolutionnaire de propulsion pour les sous-marins : le système de propulsion anaérobie.